# Робін Вуд
Рóберт Пол «Рóбін» Вуд (англ. Robin Wood; нар. 23 лютого 1931 — 18 грудня 2009) — кінокритик і викладач, який мешкав у Канаді. Автор книг про Альфреда Гічкока, Говарда Гоукса, Інгмара Бергмана, Сатьяджита Рея та Артура Пенна. Був членом видавничої ради журналу «CineAction», присвяченого проблемам теорії кіно та заснованого Вудом та його колегами у Йоркському університеті (Торонто). По закінченні своєї університетської кар'єри Вуд пішов до відставки як заслужений професор кіно.

## Життя та кар'єра
Народився у Ричмонді (Лондон). Навчався у Коледжі Іісуса (Кембридж), де на нього справили велике враження лекції Ф. Р. Льюіса та А. П. Росьєтера. 1953 року, по завершенні коледжу, він отримав диплом педагога. З 1954 по 1958 роки Вуд викладав у школах Великої Британії та Швеції. Провівши рік у Ліллі (Франція), де він викладав англійську, Вуд повернувся до шкіл Великої Британії, а потім Швеції. Там він зустрів Аліну Макдональд, з якою і одружився 17 травня 1960 року. В них народилося три дитини — Каріна, Фіона та Саймон.

Статтю про Психо Гічкока Вуд спочатку надіслав до редакції британського журналу Sight & Sound, але від редакції журналу отримав відмову, обґрунтовану тим, що він нібито не зміг побачити те, що фільм задумувався як жарт. Потім він надіслав цю ж статю до журналу Cahiers du cinéma, і після того як у листопаді 1960 року там вийшла його стаття, він отримав можливість публікуватися у журналі Movie, перша його стаття в якому вийшла 1962 року. 1965 року була опублікована його перша книжка Фільми Гічкока (Нью-Йорк: A. S. Barnes, 1965). Упродовж 1969 — 1972 років Вуд був лектором з досліджень кіно в Університеті «Квінз», Кінгстон, Онтаріо. Його призначення підтримав Петер Гаркорта. У вересні 1974 року Вуд розлучився зі своєю дружиною. На той час він підтримував стосунки з Джоном Андерсоном, якому присвятив щонайменш одну зі свої книг. Пізніше він зустрівся з Річардом Ліппе, з яким жив починаючи з 1977 року до своєї смерті у 2009 році.

Упродовж 1973 — 1977 років Вуд читав лекції з досліджень кіно в Уорікському університеті, Ковентрі, де він і зустрів майбутнього теоретика кіно Ендрю Бріттона, чий вплив на Вуда, за його власними словами, був не менший за вплив Вуда на свого студента. Бріттон зіграв роль у тому, що Вуд змінив свої ліберальні переконання. 1977 року Вуд став професором досліджень кіно в Йоркському університеті, Торонто, Онтаріо, де він і викладав до своєї відставки на початку 90-х. 1985 року Вуд разом з деякими студентами та колегами почав публікувати журнал CineACTION!.

До його найвідоміших книг відносяться наступні праці: Інгмар Бергман (Praeger, Нью-Йорк, 1969), Артур Пенн (Praeger, Нью-Йорк, 1969), Трилогія Апу (Praeger, Нью-Йорк, 1971), Страхіття Америки: Есеї про фільми жахів, під редакцією Робіна Вуда та Річарда Ліппе (Фестиваль Фестивалів, Торонто, 1979), Голівуд від В'єтнаму до Рейгана (Columbia University Press, Нью-Йорк, 1986), Сексуальна політика та наративний фільм: Голівуд та за його межами (Columbia University Press, Нью-Йорк, 1998), Крила голубки: Генрі Джеймс у 1990-х роках (British Film Institute Publishing, Лондон, 1999) та Ріо Браво (BFI Publishing, Лондон, 2003).

Columbia University Press передрукувало доповнений варіант його книги про Гічкока, тоді як Wayne State University Press також започаткувало серію репринтів його ранніх книг із новими передмовами. Першою у серії стала книга про Говарда Гоукса, яка вийшла у 2006 році, за нею того ж року була видана праця Особисті погляди та книга про Інгмара Бергмана.

Зміни у критичній думці Вуда дозволяють поділити його кар'єру на два періоди. Студенти, які вивчають кіно, цінують його перші книги як практичний посібник з «уважного читання» в традиції теорії авторського кіно та елегантний стиль прози, порівнюючи його з двома іншими критиками його покоління — Ендрю Саррісом та Реймондом Дюрґнатом. Після камінг-ауту Вуд почав писати також і на політичні теми, переважно з позиції, що асоціювала себе з марксистською та фрейдистською традицією та правами гомосексуальних меншин. Поворотним моментом у його поглядах можна вважати есей Відповідальності гей-критика, який спочатку було озвучено у лондонському National Film Theatre та опубліковано у січні 1978 року в журналі Film Comment. Згодом цей есей було включено до збірки Особисті погляди.

Робін Вуд помер від лейкемії 18 грудня 2009 року у Торонто.

## Учні та літературна спадщина
Деякі студенти Вуда також стали відомими дослідниками кіно, а саме Ендрю Бріттон та Тоні Вільямс. Один з його студентів, Брюс ля Брюс, став режисером андеграундного кіно і знімає фільми на гомосексуальну тематику.

Вуд написав два романи до свого одруження, але ніколи не намагався їх опублікувати. Після успіху книги Американське страхіття та кінофестивалю у Торонто 1979 року з ним зв'язався один з продюсерів та запропонував написати сценарій для фільму. Попри те, що результат вийшов незадовільним, Вуд повернувся до ідеї написання літературних творів. Наприкінці 80-х років Вуд вирішив написати популярну новелу, результатом став трилер Цей останній та фатальний раз. Після того, як він пішов у відставку з поста професора у Йоркському університеті, він переїхав на рік до Сан-Франциско, де написав Я пам'ятаю, я пам'ятаю. Після чисельних невдач зі спробами опублікувати свої книги, 1995 року Вуд, в якого на той час вже було діагностовано лейкемію, повертається до викладання та припиняє писати літературні твори. Упродовж 1998-99 років Вуд вирішує відредагувати Я пам'ятаю, я пам'ятаю та надсилає роман агентові у Лондон. Робін Вуд розповів Джону Андерсону, що коли думав про те, на кого може бути схожою героїня роману Каті, уявляв собі канадську актрису Сару Поллі. 

За його життя жоден з написаних ним літературних творів не було опубліковано. 1 червня 2011 року вийшов друком роман Робіна Вуда Відсікти наслідок (або Я пам'ятаю, я пам'ятаю).

### Основні роботи
- (англ.) Robin Wood. Hitchcock's films / Robin Wood. — London, Zwemmer; New York, Barnes, 1969. — 204 p. — ISBN 0302002308.
- (англ.) Robin Wood. Hitchcock's films revisited / Robin Wood. — New York : Columbia University Press, c1989. — 395 p. — ISBN 0231065507.
- (англ.) Robin Wood. Howard Hawks / Robin Wood. — Detroit : Wayne State University Press, 2006. — 210 p. — ISBN 0814332765.
- (англ.) Robin Wood. Ingmar Bergman / Robin Wood. — London, Studio Vista, 1969. — 192 p. — ISBN 0289796695.
- (англ.) Robin Wood, Michael Walker. Claude Chabrol / Robin Wood, Michael Walker. — London, Studio Vista, 1970. — 144 p. — ISBN 0289700388.
- (англ.) Ian Cameron, Robin Wood. Antonioni / Ian Cameron & Robin Wood. — London, Studio Vista, 1968. — 144 p. — ISBN 0289795982.
- (англ.) Robin Wood. Personal views : explorations in film / Robin Wood. — London : G. Fraser, 1976. — 254 p. — ISBN 090040664X.
- (англ.) Robin Wood. The Apu trilogy / Robin Wood. — London : November Books, 1972. — 95 p. — ISBN 0856310034.
- (англ.) Robin Wood. Arthur Penn / Robin Wood. — London, Studio Vista, 1967. — 96 p. — ISBN 0289796024.
- (англ.) Robin Wood. Sexual politics and narrative film : Hollywood and beyond / Robin Wood. — New York : Columbia University Press, c1998. — 352 p. — ISBN 0231076045.
- (англ.) Robin Wood. Hollywood from Vietnam to Reagan — and beyond / Robin Wood. — New York : Columbia University Press, c2003. — 363 p. — ISBN 0231129661.
- (англ.) Robin Wood. The wings of the dove : Henry James in the 1990s / Robin Wood. — London : BFI Pub., 1999. — 96 p. — ISBN 0851707343.
- (англ.) Robin Wood. Rio Bravo / Robin Wood. — London : BFI Pub., 2003. — 88 p. — ISBN 0851709664.

### Публікації про Робіна Вуда
- (нід.) Robin Wood: Brittisk Filmkritiker by Olof Hedling, Filmhäftet, Lund, 2001. — 265 p. — ISBN 91-974142-1-2.